# Кулініч Іван Петрович
Кулініч Іван Петрович (20.01.1930, с. Білухівка Карлівського району — 11.01.2012, м. Зіньків) — Почесний громадянин Зіньківщини, вчений-агроном, ветеран сільськогосподарського виробництва. Із сім'ї колгоспників. Перший професійний досвід — на посаді агронома Юр'ївської МТС у Красноярському краї. 1957—1964 — головний агроном Гадяцького бурякорадгоспу. 36 років працював головою колгоспу ім. Енгельса на Зіньківщині. За цей час господарство стало одним із найпотужніших у районі.
Нагороджений орденами Леніна, Жовтневої революції, Трудового Червоного Прапора, «Знак Пошани», чотирма медалями. 1988 року присвоєне звання «Заслужений працівник сільського господарства УРСР».
Батько народного депутата 7-го, 8-го і 9-го скликань від Миргородського виборчого округу Кулініча Олега Івановича.